# María Luisa Castro Fonseca
María Luisa Castro Fonseca [maˈɾia ˈlwisa ˈkastɾo fõnˈsɛka] est une femme politique espagnole membre de la Gauche unie (IU), née le 18 août 1946 à Mansilla del Páramo.

## Biographie
Elle siège au Congrès des députés, représentant la circonscription électorale de Madrid, entre 2000 et 2004.